# Reformierte Kirche Poschiavo

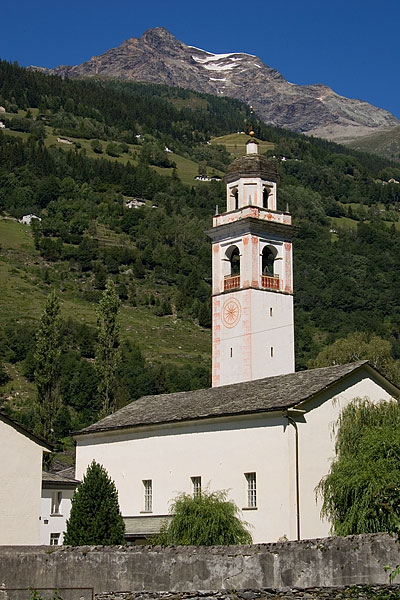
Die reformierte Kirche in Poschiavo

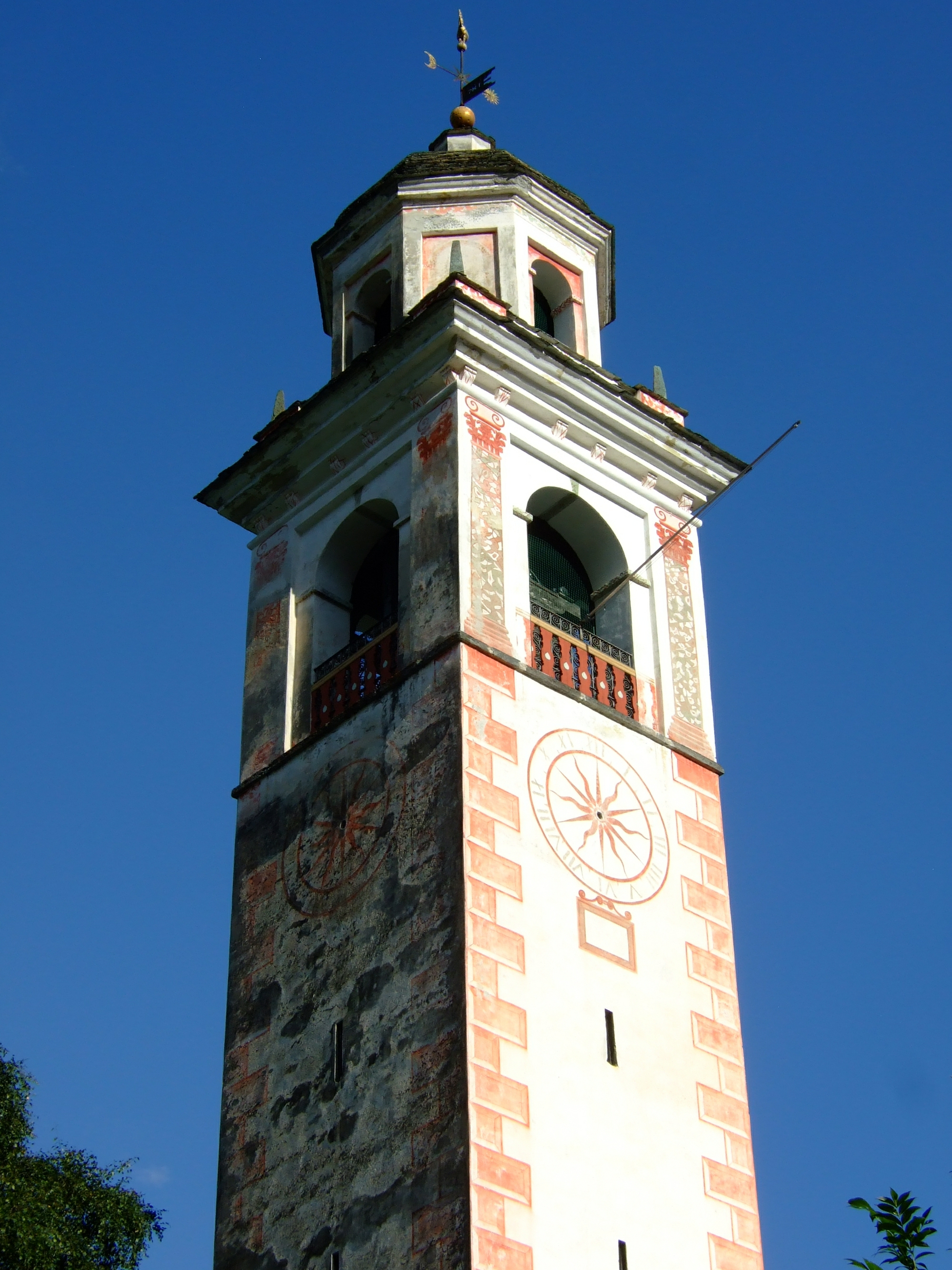
Der Campanile von S. Trinità

Die reformierte Kirche (italienisch: Chiesa riformata) in Poschiavo im bündnerischen Puschlav ist ein evangelisch-reformiertes Gotteshaus unter kantonalem Denkmalschutz. Die Kirche ist der Heiligen Dreifaltigkeit (ital. Santa Trinità) geweiht, wird aber oft auch St. Ignatius-Kirche genannt. Die Kirche wurde in den Jahren 1642–1653 errichtet und (Stand 2024) letztmals 1971–1974 restauriert.

## Geschichte
Die Reformation gelangte durch den Glaubensflüchtling Giuseppe della Rovere genannt Milanese (bei Poeschel noch Giulio della Rovere), einen ehemaligen Augustiner, im Zusammenwirken mit Pier Paolo Vergerio 1547–1549 ins Puschlav.:29 Die Gottesdienste beider Konfessionen fanden in Poschiavo in der (ab 1690 Stiftskirche) S. Vittore statt und die Pfarrer beider Konfessionen wurden aus der Gemeindekasse besoldet.:29 Im Jahr 1589 waren aber von den ehemals 13 Gotteshäusern der Gemeinde Poschiavo, neben S. Vittore nur noch die Kapelle von Aino (etwa zwei Kilometer nördlich S. Vittore) und die Kapelle von Prada (etwa zwei Kilometer südlich S. Vittore) in gottesdienstlichem Gebrauch der Katholiken.:29
1620 kam es im nur neun Kilometer südlich gelegenen Brusio im Gefolge des sog. Veltliner Mords zur Ermordung und Vertreibung der dortigen Reformiertgläubigen. Die Pogrome erfolgten jedoch nicht über Brusio hinaus. 1622 hatte der Sieg der katholischen Partei in der ersten Phase der Bündner Wirren aber zunächst zur Folge, dass der reformierte Gottesdienst untersagt wurde.:29 1623 griffen die Pogrome aber auch auf den Hauptort des Puschlav über, als eine von den Katholiken im Veltlin rekrutierte Soldateska ein Massaker in Poschiavo verübte, dem mehr als zwanzig Personen evangelischen Glaubens zum Opfer fielen. Die Häuser der Protestanten wurden geplündert. Die reformierte Gemeinde flüchtete ins Engadin. Der blutige Vorfall setzte dem friedlichen Zusammenleben von Katholiken und Reformierten ein Ende.
Nach dem Ende der Bündner Wirren kam es 1642 zwischen der reformierten und der katholischen Gemeinde zu einer Verständigung. Die reformierte Gemeinde verzichtete gegen eine finanzielle Entschädigung auf alle ihre Ansprüche auf die Mitbenützung der katholischen Kirchen und Kapellen im Tal und begann mit dem Bau von Santa Trinità. 1649 wurde der Bau der Kirche, 1685 derjenige des Turmes abgeschlossen. Lt. Inschrift neben der Kanzel fanden 1769, 1841, 1862, 1911 und 1930 Restaurierungen statt.:69
Heute ist Poschiavo eine eigenständige Kirchgemeinde innerhalb der Evangelisch-reformierten Landeskirche Graubündens. Seit Januar 2010 besteht mit Brusio eine Pastorationsgemeinschaft.

## Baubeschreibung und Ausstattung
Der Kirchturm vom Typ eines italienischen Campanile schliesst nördlich an die Fassade an und zeichnet sich durch seine Grösse und das Achteck des von einer Kuppel bekrönten Aufsatzes aus.
Die Kirche ist nach Osten ausgerichtet und ist dem Typus nach eine vierjochige Saalkirche ohne Chor. Das geräumige barocke Kircheninnere ist von Stuck geprägt und einer zentralen Kanzel an der Ostwand mit hohem beidseitigen Aufgang. Die Orgel ist neueren Datums und wurde 1978 eingebaut.

## Zugänglichkeit
Die Kirche ist (Stand September 2024) von Mai bis Oktober zwischen 9 und 18 Uhr und von November bis April zwischen 9 und 17 Uhr geöffnet.

## Bilder

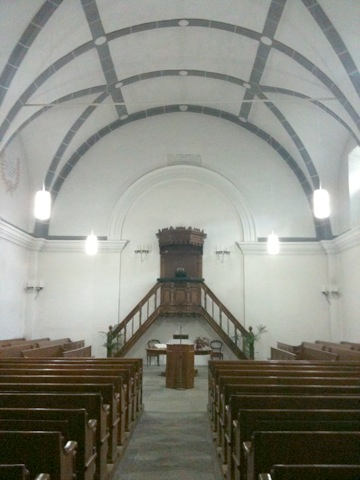
Innenansicht
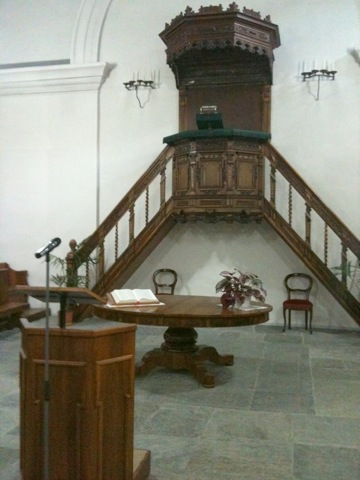
Kanzel, Abendmahlstisch und Lesepult
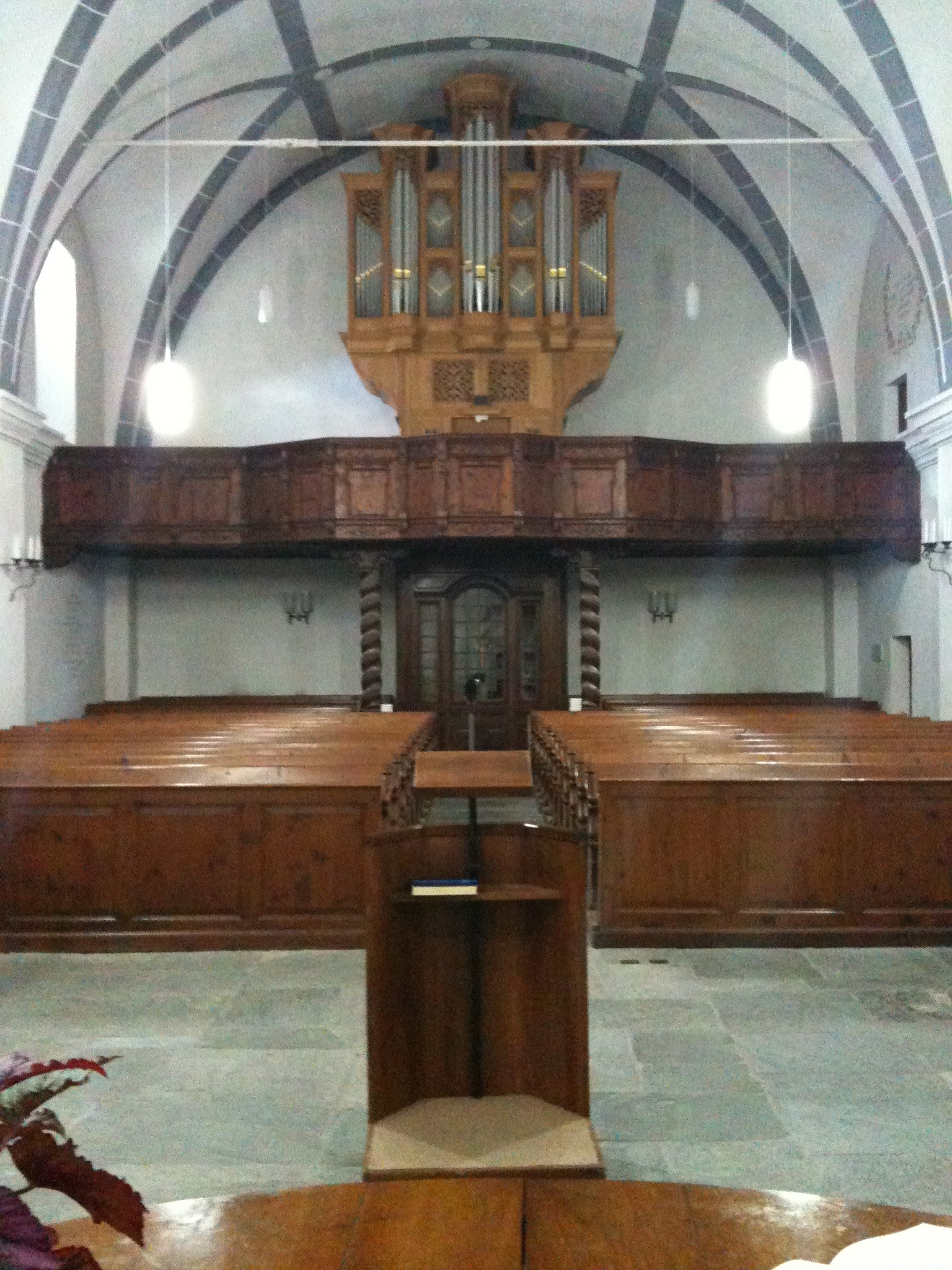
Blick aus dem Chor auf Empore und Orgel
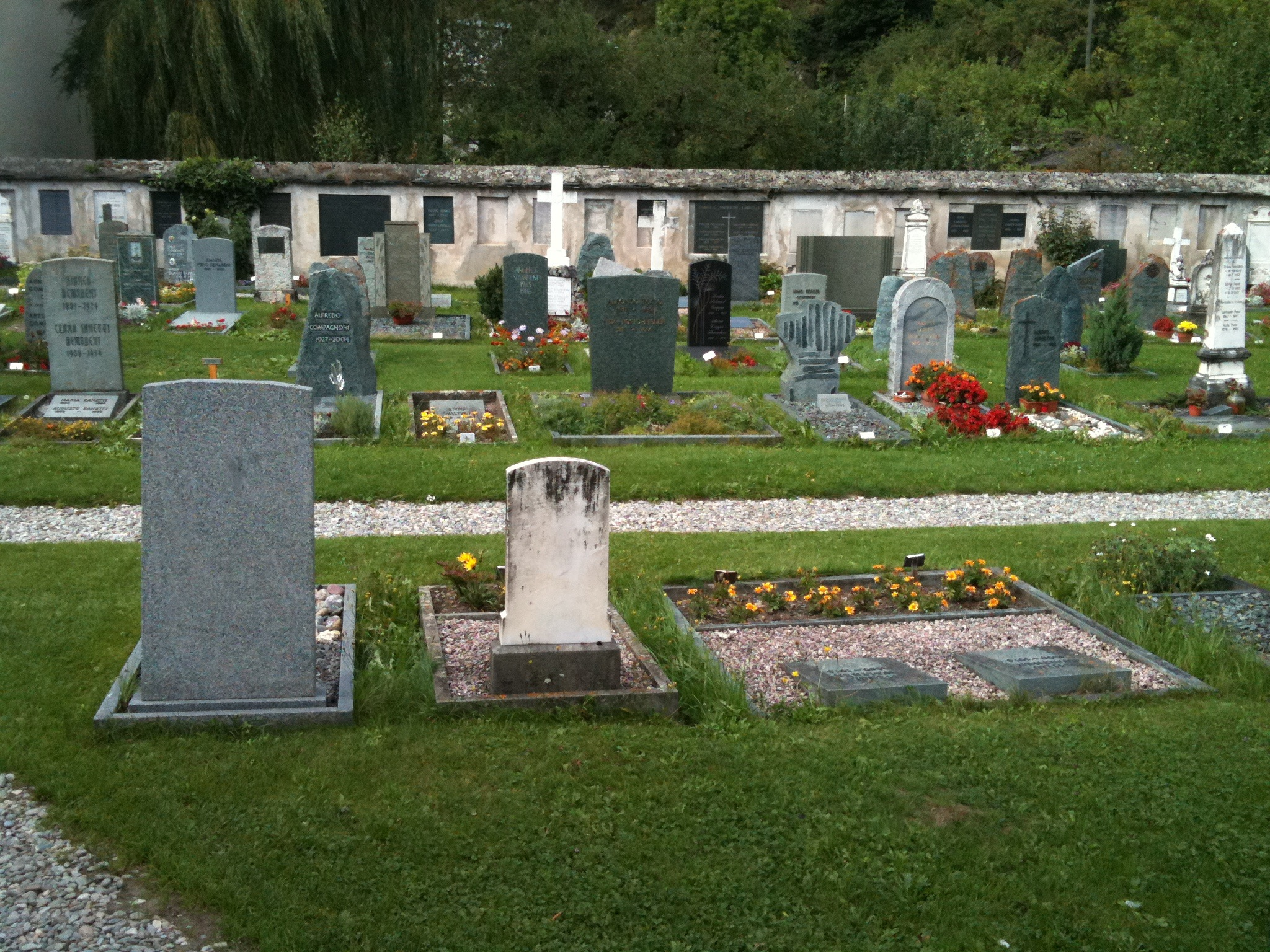
Friedhof der reformierten Kirche